# تشونمن
تشونمن أو العوام هي أدنى طبقات المجتمع في العهود القديمة من كوريا. تشكلت هذه الطبقة في عهد غوريو (918~1392) وفي عهد مملكة جوسون (1392~1897).